# Solfonammide

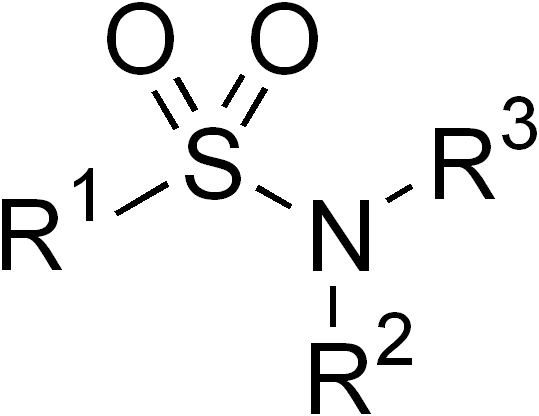
struttura del gruppo solfonammidico

In chimica le solfonammidi sono composti chimici che contengono nella molecola il gruppo solfonammidico o sulfonammidico (radicale solfonammil-), composto da -S(=O)2-NR2R3, dove R2 ed R3 possono essere radicali alchilici o arilici oppure idrogeno, ossia un gruppo solfonilico attaccato ad un gruppo amminico. La formula generale R1SO2NH2, prevede che anche il radicale R sia un gruppo organico oppure idrogeno. Il composto capostipite, in cui tutti gli R sono idrogeni, è anch'esso detto solfonammide.
Sono da considerarsi derivate dall'acido solfonico per sostituzione del gruppo idrossilico con un gruppo ammico.
Le solfonammidi cicliche, ossia in cui il radicale R1 ed R2 coincidono, sono dette sultami.
In medicina e farmacologia, con il termine sulfamidici si intendono farmaci ed in generale composti biologicamente attivi usati in preparazioni farmaceutiche, appartenenti a questa classe chimica.

## Sintesi chimica
Le solfonammidi si preparano in diversi modi: 
- il più praticato anche a livello industriale è per reazione di un solfonil cloruro con un'ammina[2]; la fonte maggiormente impiegata e diffusa è il tosil cloruro.[3].
- per ossidazione dalle solfinammidi o direttamente dalle solfoimmine.

## Sultami

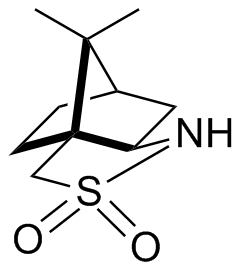
Sultame di Oppolzer

Le solfonammidi cicliche sono dette sultami. Tra di esse si annoverano sostanze bioattive come l'antiinfiammatorio Ampiroxicam e l'anticonvulsivante sultiame. I sultami sono spesso preparati attraverso ossidazioni one-pot di disolfuri o tioli legati ad ammine. Uno dei sultami più noti è il sultame di Oppolzer.

## Usi
Il maggior impiego è in campo farmaceutico da quando venne scoperto che le sulfonammidi inibiscono l'attività dell'enzima anidrasi carbonica . Oggi si tendono a scoprire nuovi composti delle solfonammidi con proprietà più specifiche.
Altre solfonammidi hanno trovato impiego come pesticidi, erbicidi o fungicidi.